# Olympia Heist op den Berg
Olympia Heist op den Berg je belgický klub ledního hokeje z Heist-op-den-Berg. Vznikl v roce 1959 a hraje 2. belgickou ligu.
Vítězem ligy se stal v letech 1979, 1983, 1986, 1987,1988,1989, 1990, 1991, 1992, 1999 a 2004. 
Klubovými barvami jsou zelená, bílá a modrá. Domácí aréna nese název Die Swaene.